# Power over Ethernet
Power over Ethernet（パワーオーバーイーサネット、PoE）は、イーサネットの配線で利用されるツイストペアケーブルを通じてデータと電力を同時に供給する技術。

## 概要
PoEは、Webカメラ、スイッチングハブ、無線LANアクセスポイント、IP電話機など、消費電力が比較的少ないIP機器への給電において利用される。2003年6月にIEEE 802.3afとして標準化され、その後拡張規格としてIEEE 802.3at-2009（通称PoE+）、IEEE 802.3bt-2018（通称PoE++）が標準化されており、いずれも下位互換性を持つ。
給電側機器を「PSE」（Power sourcing equipment）、受電側機器を「PD」（Powered device）と呼ぶ。基本的にPSEもPDもPoEに対応している必要がある。しかし給電ユニット（PoEインジェクタ）や受電ユニットといった外部機器を併設する事により、PoE非対応の機器でも電力供給を受けることができる。

### 運用上の注意
ツイストペアケーブルによる電源供給という特性から、一般にPoEでは以下の点に注意を要する。
1. LANケーブルが電流印可に対応可能でなければならない。少なくとも JIS C 5150-1あるいはISO/IEC TS 29125を満たす必要があり、2003年以前のケーブルは電流印可を考慮していないため、これを無理に使用することは事故に繋がり得る。
2. LANケーブルがISO/IEC 14763-3(JIS X 5151)に基づいた敷設がなされていること。（例：電流印可時の温度上昇が最大使用温度から10度以内に収まるよう、冷却可能な場所に敷設する、フィルタ付きケーブル（いわゆるシールド線）を推奨する等）
3. 活線挿抜をすると接合部の放電により火花が発生し、機器トラブルや故障のおそれがあるため、電流印可が可能なコネクタを使うこと。イーサネットもツイストペアケーブルによる活線挿抜を積極的には認めていない。
4. 規格に回路保護が盛り込まれておらず、これを実装しない製品では異常電圧発生時に大きな弱点となる（保護素子は必ず何等かの抵抗値と静電容量を持っているため、保護素子の追加は消費電力の増加と通信速度の低下をもたらす）。LANポート内のパルストランスの中点からPoEの電源回路へ直接接続されるため、PSE・PDのいずれのPoE機器においても屋外使用または屋外から引き込んだケーブルの接続を行うと、雷サージなどにより異常電圧が機器電源部を直撃し、容易に損傷する。

特に日本における内線規程では、電力線（強電流回路）と信号線（弱電流回路）が区別されている。海外においてはTN-C接地やTN-S接地が多く用いられているが、日本では信号線は一般にTT接地が標準であるため等電位ボンディングが難しく、PoE機器を始めとする通信機器が壊れやすい環境であることに留意する必要がある。

### 発熱管理
そもそもツイストペアケーブルは周波数特性を重視した信号線として開発されており、電線には細い撚り対線が使用されている。大きな電力を長距離で流す場合には、信号特性の変化や過熱事故防止の観点から、ケーブルの品質管理や配線管理、そもそもの電力供給計画の見直しが必要となる場合がある。
発熱すると電気抵抗が増加し、イーサネット規格で規定されるケーブル長まで十分に信号が到達しない事がある。特に多数のケーブルを束ねるとその傾向が一層顕著となる。またPoE対応として市販されているケーブルは、後述の標準規格への準拠は謳っているものが多いが、必ずしも電力線としての使用に関する安全基準に関し、十分に試験され、かつ安全基準を明確に文書化されているものではない。一般的な電源コードは固く束ねると容易に発火、火災に至る事は良く知られている。

## 標準規格の実装
IEEE 802.3af, IEEE 802.3at, IEEE 802.3btで標準化された仕様を概説する。以降ではそれぞれaf, at, btと略記する。

### 給電タイプ
供給する電力の大きさによってタイプ1～4が規定されている。
| 項目             | タイプ1        | タイプ2        | タイプ3              | タイプ4              |
| ---------------- | -------------- | -------------- | -------------------- | -------------------- |
| 対応規格         | af, at, bt     | at, bt         | bt                   | bt                   |
| 最大給電         | 15.40 W        | 30.0 W         | 60 W                 | 99 W                 |
| 最大受電         | 12.95 W        | 25.50 W        | 51 W                 | 71.3 W               |
| 給電電圧         | 44.0 ～ 57.0 V | 50.0 ～ 57.0 V | 50.0 ～ 57.0 V       | 52.0 ～ 57.0 V       |
| 受電電圧         | 37.0 ～ 57.0 V | 42.5 ～ 57.0 V | 42.5 ～ 57.0 V       | 41.1 ～ 57.0 V       |
| 最大電流 Imax    | 350 mA         | 600 mA         | 600 mA (1ペアあたり) | 960 mA (1ペアあたり) |
| 給電クラス       | クラス1～3     | クラス1～4     | クラス1～6           | クラス1～8           |
| 使用ケーブル     | Cat3, Cat5     | Cat5           | Cat5                 | Cat5                 |
| ケーブル給電ピン | モードA, B     | モードA, B     | モードA, B, 4PPoE    | 4PPoE                |

### 給電クラス
接続開始時に、PSEは接続機器のシグネチャ抵抗によりPDに接続されたことを検出する。PDはPSEのシグネチャ検出時に自身の要求電力を以下のように分類電流として通知する（タイプ3以上は2度にわたって通知）。PSEはこれをクラスに分類し、その要求電力に合わせて給電を開始する。
| クラス | 分類電流                 | PD受電電力       | PSE給電電力 | 規格                    |
| ------ | ------------------------ | ---------------- | ----------- | ----------------------- |
| 0      | 0 ～ 5 mA                | 0.44 ～ 13.0 W   | 15.4 W      | af, at, bt (デフォルト) |
| 1      | 8 ～ 13 mA               | 0.44 ～ 3.84 W   | 4.0 W       | af, at, bt (タイプ1)    |
| 2      | 16 ～ 21 mA              | 3.84 ～ 6.49 W   | 7.0 W       | af, at, bt (タイプ1)    |
| 3      | 25 ～ 31 mA              | 6.49 ～ 12.95 W  | 15.4 W      | af, at, bt (タイプ1)    |
| 4      | 35 ～ 45 mA              | 12.95 ～ 25.50 W | 30.0 W      | at, bt (タイプ2)        |
| 5      | 36 ～ 44 mA, 1 ～ 4 mA   | 40 W             | 45.0 W      | bt (タイプ3)            |
| 6      | 36 ～ 44 mA, 9 ～ 12 mA  | 51 W             | 60.0 W      | bt (タイプ3)            |
| 7      | 36 ～ 44 mA, 17 ～ 20 mA | 62 W             | 75.0 W      | bt (タイプ4)            |
| 8      | 36 ～ 44 mA, 26 ～ 30 mA | 71.3 W           | 99 W        | bt (タイプ4)            |

このほかにタイプ2～4ではLLDPを使用した要求電力の通知方法も提供されており、0.1W刻みでの給電制御も可能となっている。

### ケーブル給電ピン
ツイストペアケーブルの8ピンのうち、給電に使用されるピンによって、以下の3つの方式が規定されている。
| 方式名称                  | 給電ピン                       | 備考                                        |
| ------------------------- | ------------------------------ | ------------------------------------------- |
| オルタナティブA (モードA) | 1・2・3・6番ピンを給電に用いる | 10BASE-T/100BASE-TXでは4ピンのみでPoEできる |
| オルタナティブB (モードB) | 4・5・7・8番ピンを給電に用いる |                                             |
| 4ペアPoE (4PPoE)          | すべてのピンを給電に用いる     | btのタイプ3・4のみ                          |

給電ピン選択とデータ通信用ピンとの関連は歴史的な経緯によるもので、いずれの方式であっても10BASE-T・100BASE-TX・1000BASE-T・2.5GBASE-T・5GBASE-T・10GBASE-Tで利用可能である。給電側機器はいずれかをサポートしていればよいが、受電側機器は少なくともType A, Bのいずれからも受電できることが要求される。

## 非標準規格の実装
シスコシステムズは、Universal Power Over Ethernet (UPoE) を2011年に発表、2014年に実装している。1ポートの4ペアすべてを給電に使用し最大60W給電を可能としている。